# Ostamazonien-Gürteltier
Das Ostamazonien-Gürteltier (Dasypus beniensis) ist eine Art der Langnasengürteltiere. Es bewohnt den nordöstlichen Teil Südamerikas und lebt dort in den tropischen Regenwäldern des östlichen und südöstlichen Amazonasbeckens. Die Tiere repräsentieren größere Vertreter der Langnasengürteltiere aus der nahen Verwandtschaft des Kappler-Gürteltiers. Übereinstimmend mit diesem besitzen sie sieben bis acht bewegliche Bänder zwischen den starren Teilen des Rückenpanzers sowie fünf Zehen am Vorderfuß. Unterschiede finden sich in mehreren anatomischen Details der Rückenpanzerung und des Schädels. Die Lebensweise des Ostamazonien-Gürteltiers ist kaum erforscht. Wissenschaftlich benannt wurde die Art im Jahr 1942, sie galt aber weitgehend nicht als eigenständig, sondern als identisch mit dem Kappler-Gürteltier. Erst seit den 2010er Jahren setzte sich zunehmend die Ansicht eines unabhängigen Artstatus durch. Zur Gefährdungslage sind keine Informationen bekannt.

## Merkmale

### Habitus
Das Ostamazonien-Gürteltier ist einer der größten Vertreter der Langnasengürteltiere. Es wird mit 97 cm Gesamtlänge durchschnittlich etwas größer als das Kappler-Gürteltier (Dasypus kappleri). Äußerlich ähnelt es diesem. Besonders deutlich wird dies durch die Ausbildung einer fünften Zehe am Vorderfuß, was die Verwandtschaftsgruppe um das Kappler-Gürteltier von den anderen Langnasengürteltieren mit ihren vier Zehen absetzt. Andere verbindende Merkmale finden sich in dem eher gerade verlaufenden hinteren Ende des Kopfschildes, der bei den übrigen Langnasengürteltieren auffallend gebogen ist, und den kräftigen Osteodermen an den Knien, die wiederum bei den übrigen Vertretern der Gattung wenig markant sind. Wie alle Gürteltiere trägt auch das Ostamazonien-Gürteltier einen knöchernen Panzer. Dieser setzt sich aus einem starren Schulter- und Beckenabschnitt zusammen, zwischen denen sich bewegliche Bänder befinden. Wie beim Kappler-Gürteltier sind in der Regel sieben bis acht bewegliche Bänder ausgebildet. Der Panzer besteht aus einzelnen kleinen Knochenplättchen, die Osteoderme, welche sich in Reihen anordnen. Beim Ostamazonien-Gürteltier kommen an der letzten Reihe des Schulterschildes 68 Knochenplättchen vor und damit durchschnittlich mehr als beim Westamazonien-Gürteltier (Dasypus pastasae) und etwa gleich viele wie beim Kappler-Gürteltier. Dagegen weist das vierte bewegliche Band 62 bis 64 Osteoderme auf und damit die höchste Anzahl bei den drei Angehörigen aus dem Artkomplex des Kappler-Gürteltiers. Entsprechend zum Westamazonien-Gürteltier ist die Oberfläche des Rückenpanzers beim Ostamazonien-Gürteltier aufgeraut, was durch höher aufragende Knochenplättchen verursacht wird. Beim Kappler-Gürteltier wirkt die Oberfläche hingegen glatt. Der Schwanz wird bei den beiden erstgenannten Arten zu einem verhältnismäßig größeren Teil von Panzerringen bedeckt als es bei letztgenannter der Fall ist, der Wert liegt bei 85 % und mehr. Außerdem sind die Knochenplättchen am Schwanz bei diesen flach und nicht gekielt gestaltet.

### Schädelmerkmale

Schädel und Unterkiefer des Ostamazonien-Gürteltiers

Der Schädel wird 12,3 bis 13,5 cm lang, für acht vermessene Individuen liegt der Durchschnittswert bei 13,1 cm. Die Jochbögen kragen 4,8 bis 5,8 cm auseinander. Insgesamt wirkt der Schädel langgestreckt, das Rostrum zieht lang aus und nimmt 7,8 bis 9,0 cm an Länge ein. Wie bei den meisten Langnasengürteltieren zeigt die Stirnlinie ein geschwungenes bis sinusförmiges Profil. Am Gaumen sind die Seitenkanten kaum hervorgehoben, was von den aufgerichteten und teils geschwollenen Rändern beim Westamazonien- und Kappler-Gürteltier abweicht. Der hintere Abschluss des Gaumens ist nach außen gebogen, beim Westamazonien-Gürteltier hingegen gerade. Das Gebiss unterscheidet sich von dem der meisten anderen Säugetiere. Alle Zähne sind molarenartig gestaltet und besitzen keinen Zahnschmelz. Das Ostamazonien-Gürteltier besitzt sieben bis acht derartige Zähne je Ober- und sieben bis neun je Unterkieferbogen, insgesamt beläuft sich die Zahnanzahl auf 28 bis 34. Die obere Zahnreihe ist 2,7 bis 3,2 cm lang, die untere 3,1 bis 3,4 cm. Der Unterkiefer selbst weist eine Länge von 9,6 bis 10,6 cm auf und am Kronenfortsatz eine Höhe von 2,4 bis 2,9 cm.

## Verbreitung und Lebensraum

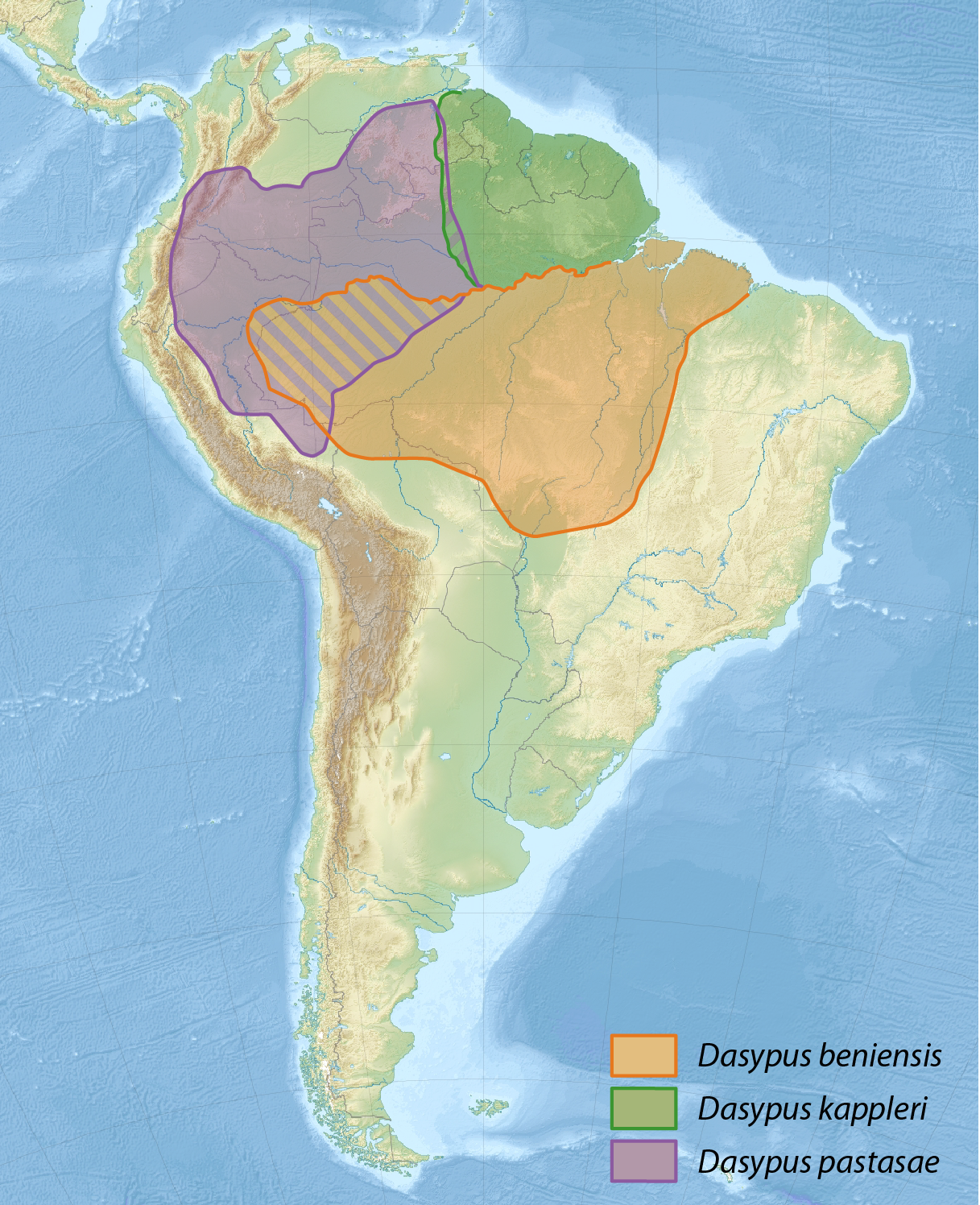
Verbreitungsgebiet des Kappler-Gürteltier-Artkomplexes, das Vorkommen des Ostamazonien-Gürteltiers ist gelb markiert

Das Ostamazonien-Gürteltier kommt im nördlichen Südamerika vor. Das Verbreitungsgebiet umfasst das östliche und südöstliche Amazonasbecken vom rechten Ufer des Amazonas südwärts. Die Westgrenze markieren der Rio Madeira und der Río Madre de Dios. Dadurch ist die Gürteltierart hauptsächlich in Brasilien und im nördlichen Bolivien heimisch. Eine kleine abgetrennte Population gibt es auf der Amazonas-Insel Marajó und südlich davon. Der Lebensraum besteht aus tropischen Regenwäldern. Als südliche Ausbreitungsbarriere fungieren die Trockenwälder und Savannen des Gran Chaco sowie der Caatinga und der Cerrados. Die Tiere meiden aber Sekundärwälder und vom Menschen beeinflusste Regionen. Aus einzelnen Bereichen seines Vorkommens ist das Ostamazonien-Gürteltier bereits verschwunden. Am Rio Riozinho, einem Nebenfluss des Rio Xingu im brasilianischen Bundesstaat Pará wird die Populationsdichte mit 8 Individuen je Quadratkilometer angenommen.

## Lebensweise
Die Lebensweise des Ostamazonien-Gürteltiers ist nur wenig erforscht, sie dürfte aber weitgehend mit der des Kappler-Gürteltiers übereinstimmen. Die Nahrung besteht wahrscheinlich aus Insekten, einzelne Tiere wurden aber auch beobachtet, wie sie Früchte und Samen verzehren.

## Systematik
Das Ostamazonien-Gürteltier ist eine Art aus der Gattung der Langnasengürteltiere (Dasypus), die wenigstens acht weitere Angehörige einschließen. Die Langnasengürteltiere wiederum stellen einen Teil der Gruppe der Gürteltiere (Dasypodia). Innerhalb dieser formt die Gattung Dasypus die  eigenständige Familie der Dasypodidae, welche als rezent monotypisch gelten, jedoch unter anderem mit Stegotherium und Propraopus einige weitere Fossilformen beinhalten. Nach molekulargenetischen Untersuchungen trennten sich die Dasypodidae im Mittleren Eozän vor rund 45 Millionen Jahren von der Linie der anderen Gürteltiere, die allesamt in der Familie der Chlamyphoridae zusammengefasst sind. Allerdings setzte erst im Mittleren Miozän vor rund 10 Millionen Jahren eine stärkere Diversifizierung der Langnasengürteltiere ein. Dabei formten sich drei größere Linien heraus: eine umfasst den Artkomplex um das Kappler-Gürteltier (Dasypus kappleris), eine weitere den des Siebenbinden-Gürteltiers (Dasypus septemcinctus) und die dritte jenen des Neunbinden-Gürteltiers (Dasypus novemcinctus) einschließlich des Pelzgürteltiers (Dasypus pilosus). Das Ostamazonien-Gürteltier gehört ersterer Gruppe an. Es steht innerhalb dieses Artkomplexes der Klade aus dem Kappler-Gürteltier und dem Westamazonien-Gürteltier (Dasypus pastasae) gegenüber, von der es sich zu Beginn des Pliozäns vor rund 4,9 Millionen Jahren abgesetzt hatte. Die beiden Schwesterarten spalteten sich dagegen erst im Altpleistozän vor etwa 1,15 Millionen Jahren voneinander ab. Sie stehen sich genetisch mit 1,6 % Abstand relativ nahe, während sich das Ostamazonien-Gürteltier um 5,7 bis 6,9 % von diesen unterscheidet. Der Artkomplex um das Kappler-Gürteltier wird einer eigenständigen Untergattung namens Hyperoambon zugewiesen, welche im Jahr 1864 von Wilhelm Peters aufgrund der Gestaltung des Gaumenbeins und eines vorhandenen fünften Zehs am Vorderfuß eingeführt worden war. Auf ersteres bezieht sich auch der Name, der sich von den griechischen Worten ὑπερῴα (hyperoa) für „Gaumen“ und ἄμβων (ambon) für einen „erhöhten Rand“ ableitet.

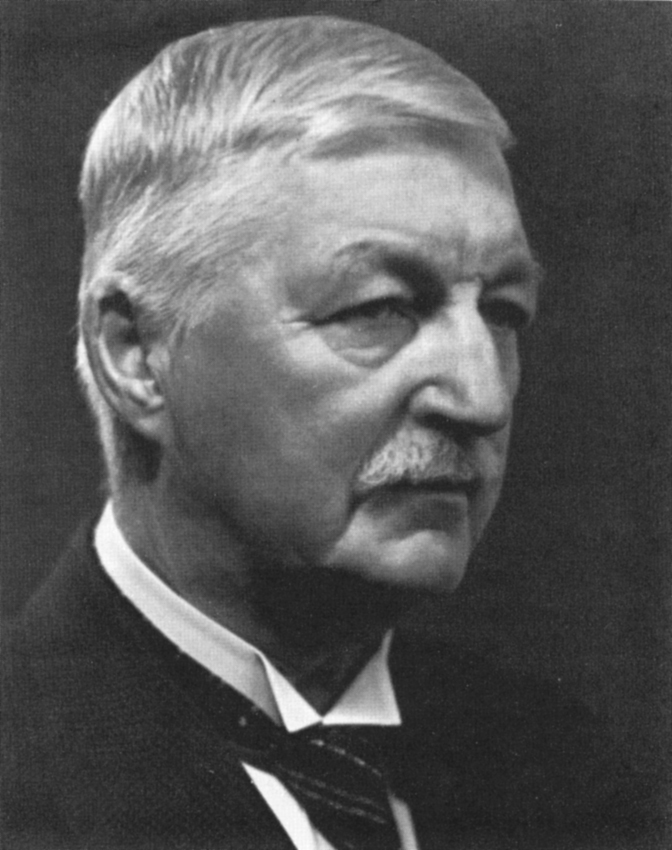
Einar Lönnberg

Die wissenschaftliche Erstbeschreibung des Ostamazonien-Gürteltiers erstellte Einar Lönnberg im Jahr 1942 unter der Bezeichnung Dasypus kaplleri beniensis und damit als Unterart des Kappler-Gürteltiers. Lönnberg tätigte dies unter Berufung auf ein weibliches Individuum, welches fünf Jahre zuvor von A. M. Olalla nahe des Zusammenflusses des Río Beni mit dem Río Madre de Dios in Bolivien gesammelt worden war. Später wurde die Stelle mit etwa 3 km vom linken Ufer des Río Beni und 9 km vor dessen Mündung in den Río Madre de Dios bestimmt. Hierbei handelt es sich um das Typusgebiet der Art. Der Artname ist eine Referenz auf den Río Beni. Das Ostamazonien-Gürteltier wurde zumeist nicht als eigenständig anerkannt, sondern als synonym zum Westamazonien-Gürteltier geführt, das wiederum als Unterart des Kappler-Gürteltiers galt. Letzteres war von Christian Ferdinand Friedrich von Krauss bereits 80 Jahre vor Lönnbergs Beschreibung benannt worden. Eine anatomisch basierte Studie aus dem Jahr 2016, erstellt durch Anderson Feijó und Pedro Cordeiro-Estrela, befürwortete jedoch eine Ausgliederung sowohl des Ostamazonien- als auch des Westamazonien-Gürteltiers aus dem Kappler-Gürteltier und eine Anhebung jeweils auf Artniveau. Diese Auffassung wurde anfänglich nur wenig geteilt, allerdings stützte eine drei Jahre später veröffentlichte genetische Analyse diese Aufteilung.

## Bedrohung und Schutz
Das Ostamazonien-Gürteltier wird gegenwärtig nicht von der IUCN als eigenständig geführt, sondern ist im Kappler-Gürteltier eingebunden. Für dessen Gesamtbestand weist die  Naturschutzorganisation keine Gefährdungsstufe aus. Sie begründet dies mit der weiten Verbreitung und einem nicht erwiesenen größeren Bedrohungspotenzial. Durch Waldrodungen kann es aber lokal zu Gefährdungen kommen. In einigen Gebieten wird das Ostamazonien-Gürteltier als Nahrungsressource gejagt. Eine von 1994 bis 1996 währende Studie unter dem indigenen Volk der Kayapo ergab für diesen Zeitraum insgesamt 126 erbeutete Ostamazonien-Gürteltiere, was rund 9 % aller erlegten Tiere und mit 1374 kg Gewicht gut 10 % der erbrachten Biomasse ausmachte. Das Ostamazonien-Gürteltier war dadurch nach dem Haubenkapuzineraffen das zweithäufigst gejagte Säugetier sowie nach dem Flachlandtapir und dem Weißbartpekari dasjenige mit dem dritthöchsten Biomasseanteil.